# Edwardsville, Illinois
Edwardsville là một thành phố thuộc quận Madison, tiểu bang Illinois, Hoa Kỳ. Năm 2010, dân số của thành phố này là 24293 người.

## Dân số
Dân số qua các năm:
- Năm 2000: 21491 người.
- Năm 2010: 24293 người.